# حيروت
حزب حيروت ((بالعبرية: חרות) "حيروت أي "الحرية") والاسم الكامل هو "حركة حيروت من تأسيس الايتسل" هو حزب سياسي صهيوني أسسه أعضاء الأيتسل (منظمة إرجون) بزعامة مناحم بيجين مباشرة عقب قيام دولة إسرائيل عام 1948 م في فلسطين، ويعد حزب حيروت وريث منظمة الأرجون الإرهابية قبل عام 1948 م بعد تفكيك تنظيمها وأسلحتها، واعتبرت هذه الحركة امتدادا لحزب التصحيحيين الصهيونيين بقيادة جابوتنسكي، واعتبر أعضاء حيروت انفسهم اتباع عقيدة جابوتنسكي، ويُشكل الحزب الجذور الحزبية لكتل جاحال (1965) والليكود (1973).

## التأسيس
بعد عام 1948 م: انصهرت منظمة الأراجون زفائي لؤمي في الجيش الإسرائيلي (تسهال)، وأما من رفضوا الارتباط بـ الجيش الإسرائيلي فقد شكلوا حزبا سياسياً سموه حزب حيروت أو الحرية الذي يحمل لواء الإرهاب، وكان على رأس الحزب مناحم بيجين.
وفي سنة 1965 م تحالف حزب حيروت مع حزب الأحرار، وكونوا معاً تشكيلاً حزبيًّا تحت اسم جحل وهو الاختصار العبري لأسماء أحزاب (جوش حيروت ليبراليم) أو (كتلة حيروت والأحرار). واتبعت خطاً فكريًّا وعقديًّا لا يخرج في قليل أو كثير عن خط حيروت العقدي.
وفي نهاية سنة 1973 م كونت جحل وعدة أحزاب يمينية هي: المركز الحر (ورئيسه شامير والقائمة الرسمية، وحركة أرض إسرائيل الكاملة، تكتلاً عرف باسم الليكود لمواجهة حزب العمل الحاكم، وظهرت في هذه التكتلات شخصيات إرهابية منها أرييل شارون وعزرا وايزمان والدكتور بنيامين هيلفي.
أعلنت (الليكود) برنامجها أمام الكنيست، وهو يبرز نفس السياسة الإرهابية، ويغضُّ بمفاهيم العنف والتأكيد على حقوق الاستيطان حتى في الأراضي المحتلة.

## أهم الشخصيات
- مناحم بيجين: ولد سنة 1913 م في بولندة، والتقى بالزعيم الصهيوني جابوتنسكي سنة 1938م الذي عينه ممثلاً للـ حركة الصهيونية. ودخل بيجين فلسطين سنة 1942 م والتحق بالمنظمة الإرهابية الأراجون حيث تولى قيادتها في نفس العام. وأسس حزب حيروت سنة 1948م بعد حل منظمة الأراجون. وفي سنة 1973م قاد تكتل الليكود، وتولى رئاسة الحكومة اليهودية في فلسطين المحتلة سنة 1977 م. وفي سنة 1977م، وقع اتفاقية كامب ديفيد مع الرئيس المصري أنور السادات.

ـ يعد مناحم بيجين من أشد الإرهابيين المتبعين سياسة جابوتنسكي ويلخص سياسته بقوله: «أنا أحارب فأنا موجود». «القوة هي لغة التفاهم مع العرب».
- عزرا وايزمان ولد في تل أبيب سنة 1924م، عمل في سلاح الجو البريطاني.. واشترك في حرب فلسطين سنة 1948م، وعين قائداً لسلاح الطيران الإسرائيلي من سنة 1958م إلى 1966م واشترك في حرب سنة 1967م ثم عين وزيراً للمواصلات، ثم وزيراً للدفاع سنة 1975 م.
- يوحنا بيدر: من منظمة الأرجون الإرهابية وهو محرك الحزب وواضع نظرياته الفلسفية الإرهابية، ورئيس تحرير جريدة حيروت.
- يعقوب ميريدور مدير عمليات الأرجون السابق.
- يوحنا بارو ـ ناحوم يثعن.. والجميع تجمعهم صفة الإرهاب والتطرف.
- أرييل شارون: ولد في فلسطين سنة 1928م وانضم إلى المنظمة الإرهابية الهاجاناه في سنة 1944 م، واشترك في حرب 1948م واشترك في حرب 1956م بين إنكلترا وفرنسا وإسرائيل من جهة، ومصر من جهة أخرى.. واشترك في حرب 1967م، وأحيل إلى التقاعد بعد الحرب مباشرة، واستعد للحرب في سنة 1973م وقام بعملية الثغرة (الدفرسوار) في الضفة الغربية لـ قناة السويس. والتحق بتكتل الليكود الذي يعد حزب حيروت أكبر حزب فيه.. وأصبح من أبرز الزعماء اليهود.. فضلاً عن أنه قائد القوات اليهودية التي اجتاحت لبنان، وهو المخطط لـ مذبحة صبرا وشاتيلا في لبنان.

## الأفكار والمعتقدات
أهم المبادئ في التعريف بالحزب منذ تأسيسه كحزب مستقل، وحتى انضمامه إلى تكتل (الليكود) الذي ضم عدة أحزاب:
- المطالبة بحدود إسرائيل الكبرى، وعدم التخلي عن أي أرض احتلت عام 1967م وأن للشعب اليهودي حق تاريخي وغير قابل للتنازل عنه في أرض إسرائيل.. أرض الأجداد.
- مباركة الأعمال العدوانية ضد الدول العربية.. والحرب هي الوسيلة الوحيدة التي يفهمها العرب.
- العمل على تشجيع الاستيطان الديني والريفي في فلسطين، واعتبار أن تشجيع الهجرة يقع على رأس مهام الدولة، بما يستلزمه ذلك من ضرورة تخصيص الأموال اللازمة للاستيطان.
- إدراك وحدة المصير والنضال المشترك من أجل وجود الشعب اليهودي في أرض فلسطين والدياسبورا (أرض الشتات).
- التجنيد الإجباري واجب على كل مواطن، ولذا يلزم إعداد الجنود إعداداً فنيًّا حديثاً مع الاهتمام بالقوات الاحتياطية.
- التعاون مع المعسكر الغربي والدخول في أحلاف عسكرية معه وخاصة الولايات المتحدة الأمريكية وفرنسا.
- يعد الحزب فرعاً لاتحاد الصهيونيين وأفرعها المنتشرة في أوروبا وأمريكا اللاتينية وجنوب أفريقيا.
- التضييق على الأقلية العربية في الدولة والعمل على تصفية معسكرات اللاجئين.

## الجذور الفكرية والعقائدية
إن ادعاء الصهيونية بالحق التاريخي لليهود في فلسطين، وأنها أرض الميعاد وأن اليهودي فوق الجميع، وأن اليهود شعب الله المختار. وكذلك أسلوب الإرهاب والعنف والقتل الجماعي الذي اتبعه اليهود في فلسطين المحتلة قبل عام 1948م وبعده.. إن ذلك كله يرجع أولاً وقبل كل شيء إلى التعاليم التلمودية اليهودية التي يعدونها مقدمة على التوراة نفسها.
ـ فالعنصرية اليهودية الغالبة نجدها في قول التلمود:
«إن اليهود أحب إلى الله من الملائكة»، و«إن اليهود وحدهم هم البشر أما الشعوب الأخرى فليست سوى أنواع مختلفة من الحيوانات».
ـ وسياسة العنف والقتل لدى الصهاينة الجدد.. نجد سندها في قول التلمود: «ليس من العدل استعمال الرحمة مع الأعداء» و«ممنوع العطف على الإنسان الأبله» و «من الواجب على اليهودي أن يبذل كنانة جهده في استئصال شأفة النصارى والمسلمين عن وجه الأرض..».
ـ وقد وعى مفكرو اليهود دروس التلمود، ونظَّروه في مبادئ وأفكار، حتى أصبحت هذه المبادئ فلسفة خاصة بهم، ومن هذا المنطلق نجد أن جذور الفكر الإرهابي لحزب حيروت ولأحزاب إسرائيل الأخرى تمتد إلى المفكر اليهودي زئيف جابوتنسكي 1880 ـ 1940م الذي ولد في روسيا وزار فلسطين سنة 1908م وأسس منظمة الهاجاناه الإرهابية ووضع للمنظمات اليهودية المبادئ التي يجب السير عليها لتحقيق حلمهم في أرض فلسطين ومن هذه المبادئ:
- 1 العنف هو الطريق الوحيد لإقامة دولة إسرائيل واستمرارها.
- 2 إن عصر الحريات والإنسانيات الذي يعترف بحقوق الآخرين قد ولَّى وحل مكانه عالم جديد يرفض النزعة الإنسانية ولا يلتفت إطلاقاً لحقوق الآخرين، ويستند على الأنانية القومية لتأكيد وجوده الذي لا ينتعش في ظل العقل (*)، والأخلاق (*)، بل في ظل الحيوية الجسدية.
- 3 عدم التقرُّب إلى العرب أو الثقافة العربية (عارض جابوتنسكي أي محاولة من قبل اليهود للتقرب إلى الثقافة العربية سنة 1924م، وعندما قالوا له إن العرب أبناء عم لنا فهم من نسل إسماعيل، رد قائلاً: إن إسماعيل ليس بعمنا، فنحن ـ وهذا بفضل الله!! ـ ننتمي إلى أوروبا، وعلى مدى ألفي عام ساعدنا في خلق ثقافة الغرب).
- 4 الشعب اليهودي هو شعب الله المختار، وثقافته فوق كل الثقافات. هذه هي المبادئ التي وضعها الإرهابي الأول جابوتنسكي.

وأخذت هذه المبادئ سبيلها إلى التطبيق العملي على مستوى منظمات الدفاع اليهودية الرسمية قبل وبعد إنشاء إسرائيل، ويعدُّ مناحم بيجين التلميذ الأول الذي استوعب أفكار وآراء أستاذه جابوتنسكي وترسخت في مفهومه ومفهوم كل المنظمات الإرهابية، الأراجون والهاجاناه وغيرها.
ـ إن الاتجاهات الصهيونية بمختلف انتماءاتها تسير على نهج جابوتنسكي وتشعر بشعوره المفعم بالكراهية للعرب والمسلمين، مهما حاولت الصهيونية الحالية أن تصفه بأنه لا يمثل إلا نفسه ولكن الواقع يثبت غير ذلك.
ـ وهناك من مفكري الحركة (*) الصهيونية من تأثر بفلسفة نيتشه الفيلسوف الألماني عن الإنسان الأعلى (السوبر مان)، وأن القوة هي الأساس في الكون، ومنهم جوزيف بيرويشفكي (1865 ـ 1921م) الذي يرى أن التوتر، والثورة (*) العنيفة هي الطريق الوحيد لقيام إسرائيل.
ـ ومن هذا الفكر أصَّل بن جوريون ـ أول رئيس لدويلة اليهود ـ السياسة اليهودية تجاه المسلمين والعرب في كتابه إسرائيل: سنوات التحدي، إذ يقول: 
«إن هذه الدولة المسماة بإسرائيل لا يمكنها أن تعيش إلا بالقوة والسلاح». «القوة هي لغة التفاهم مع العرب».
ـ كذلك مناحيم بيجين في كتابه التمرد فقد أعطى الأبعاد الكاملة لفلسفة التمرد والإرهاب قائلاً: 
«أنا أحارب فأنا موجود». «إذا لم نحارب فإننا سوف نفنى، والحرب هي الطريق الوحيد للخلاص».
ويتضح مما سبق:
أن حيروت حزب (*) سياسي صهيوني أسسه مناحيم بيجين في فلسطين المحتلة بعد قيام إسرائيل عام 1948م، وهو يطالب بحدود إسرائيل الكبرى، مع عدم التخلي عن أي أرض احتلت عام 1967م، ويبارك الأعمال العدوانية ضد الدولة العربية ويعتبر الحرب هي الوسيلة الوحيدة التي يفهمها العرب، ويشجع الاستيطان الديني والريفي في فلسطين، والتضييق على الأقلية العربية، وجعل إسرائيل تدور دائمًا في فلك المعسكر الغربي، حتى تتحقق الأهداف الإسرائيلية من حيث تكريس العنف ووأد حقوق الإنسان العربي، والحيلولة دون شيوع الثقافة العربية في إسرائيل.